# Consuelo García del Cid Guerra
Consuelo García del Cid Guerra (Barcelona, España, 24 de agosto de 1958) es una escritora, investigadora y activista española. Es conocida por sus ensayos políticos y sacar a la luz la realidad de los reformatorios franquistas gestionados por el Patronato de Protección a la Mujer y el robo de bebés que se produjeron en dichos centros.

## Biografía
Consuelo García del Cid fue encerrada por su familia por "rebelde" en un reformatorio gestionado por la orden de las Adoratrices Esclavas del Santísimo Sacramento y de la Caridad, dependiente de la institución franquista Patronato de Protección a la Mujer. Estuvo internada durante 24 meses, hasta 1976, saliendo del encierro a la edad de 16 años. La muerte del dictador Franco, en noviembre de 1975, la cogió encerrada en el Patronato, sin que nada cambiara para ella y sus compañeras presas.
A finales de los años 70 y en los 80, colaboró con prensa marginal de la época como Ajoblanco, Ozono o El Viejo Topo y cofundó varias revistas de poesía.
En 1990, inició una trayectoria empresarial que mantuvo hasta 2009 en la que fundó cinco sociedades. En 2009, inauguró el periódico digital Nos queda la palabra, posteriormente rebautizado a Tenemos la palabra, del que es directora. En 2010, abandonó su carrera empresarial para dedicarse exclusivamente a la literatura y se instaló en la ciudad de Salzburgo (Austria), donde residió cinco años. 
En 2012, con su obra Las desterradas hijas de Eva, sacó a la luz la realidad de los reformatorios franquistas gestionados por órdenes religiosas bajo la institución del Patronato de Protección a la Mujer. Lugares donde las menores eran encerradas contra su voluntad durante años, aisladas, desprovistas de derechos y sometidas a trabajo forzados, y en donde el robo de bebés de las mujeres allí recluidas fue una práctica frecuente.   

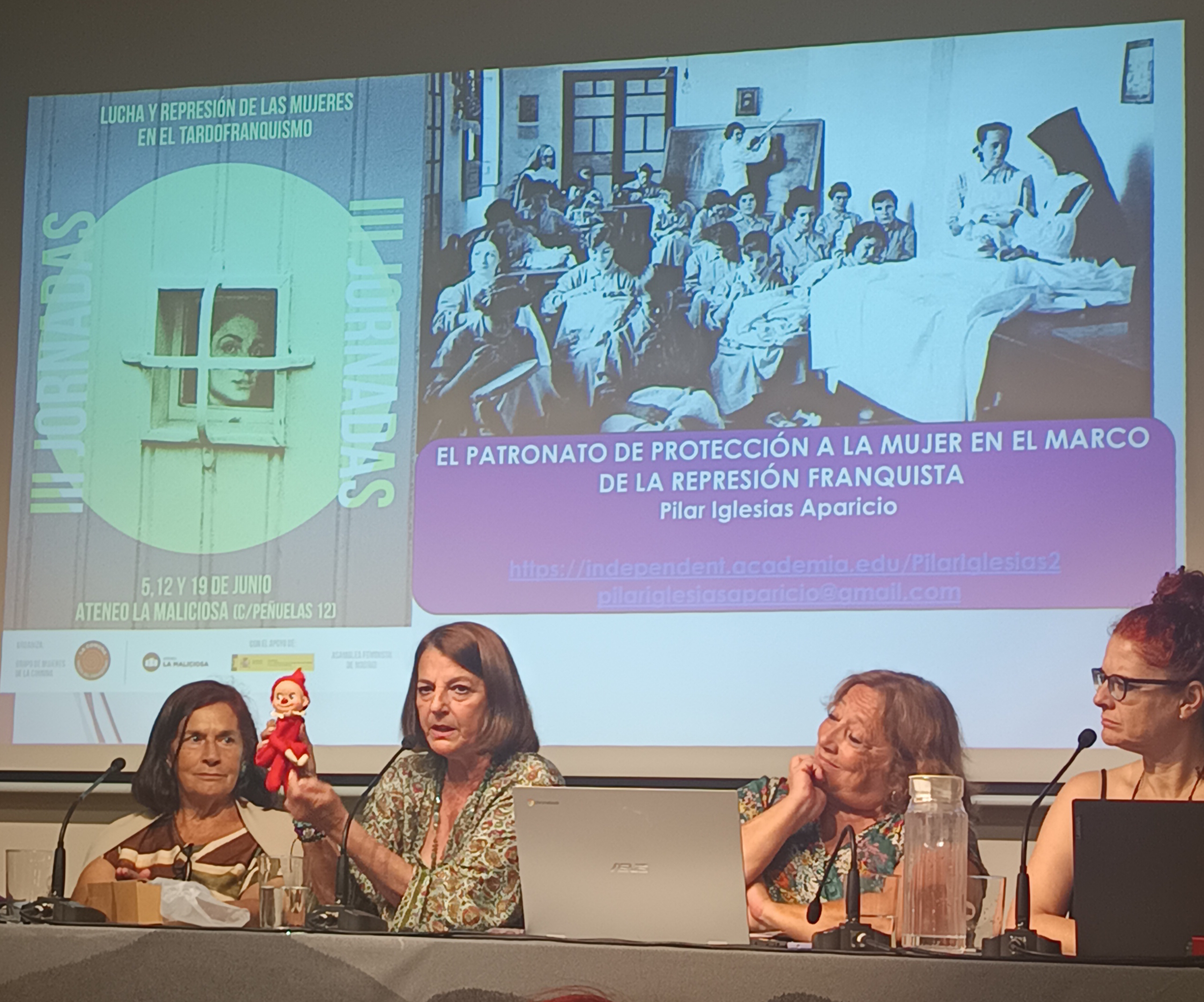
Consuelo García del Cid durante las III Jornadas de lucha y represión de las mujeres en el Tardofranquismo (Madrid, 2025), con una muestra del trabajo infantil forzado que se realizaba en los centros del Patronato de Protección a la Mujer.

García del Cid ha impartido numerosas conferencias sobre los derechos de las mujeres y de las menores. Así, en 2017, compareció en el Senado de España denunciando los centros de menores actuales y el sistema de retirada de tutelas. Por esta conferencia, así como por el libro El desmadre de los Servicios Sociales, en donde exponía la realidad del sistema de retirada de tutelas de menores en manos de la administración pública, fue llamada a declarar como investigada por calumnias. Fue absuelta tras un proceso judicial muy duro por la vía penal que se prolongó tres años.
En 2023, dio una conferencia en el Parlamento de Cataluña sobre los reformatorios franquistas, solicitando una comisión de investigación específica sobre el Patronato de Protección a la Mujer y el perdón público de las congregaciones religiosas auspiciadas por la institución.
Así mismo, García del Cid ha participado en distintos foros de la sociedad civil de recuperación de la memoria democrática, como La semana de la memoria histórica y de los derechos humanos Giulia Tamayo, en Soria, o las Jornadas de lucha y represión de las mujeres en el Tardofranquismo, en Madrid.

## Lucha por la verdad, la justicia y la reparación
A su salida del reformatorio de las Adoratrices de Madrid, con tan solo 16 años y después de dos años encerrada contra su voluntad en varios centros del Patronato, Consuelo García del Cid prometió a sus compañeras que no iba a parar hasta que todo el mundo supiera  “lo que nos han hecho aquí dentro”. Así, dedicó 15 años a estudiar todo lo relativo a esta represión franquista. En esta tarea se encontró con una total oscuridad, acompañada de un absoluto desconocimiento de la sociedad. Fruto de este trabajo es su libro Las desterradas hijas de Eva.
Consuelo García a lo largo de los años consiguió contactar con unas 60 de sus antiguas compañeras encerradas en las instituciones del Patronato. Todas ellas se reivindican, no como víctimas, sino como supervivientes que luchan por ser reconocidas como represaliadas."Víctimas son las que se suicidaron", sostienen. 
Finalmente, el 9 de junio de 2025, la Conferencia Española de Religiosos (Confer), que agrupa a las congregaciones religiosas en España, realizó, en la Fundación Pablo VI de Madrid, un acto de reconocimiento y petición de perdón a las supervivientes del Patronato de Protección de la Mujer”. A dicho acto asistió García del Cid junto con otras compañeras que también fueron represaliadas por el franquismo en las instituciones del Patronato para, todas juntas, rechazar las disculpas al grito de “Verdad, justicia y reparación. Ni olvido ni perdón”, al tiempo que sostenían papeles con la palabra "No" bien visible. A este acto público asistieron también la ministra de Igualdad, Ana Redondo, y su antecesora en el cargo, Irene Montero.
En atención a los medios después del evento, García del Cid denunció que el Estado también está en deuda y que la Ley de Memoria Democrática, de octubre de 2022, excluyó a las internas del Patronato de Protección a la Mujer como víctimas de la dictadura. Ello, según García del Cid, pone en evidencia que Iglesia y Estado son cómplices y caminan de la mano ante una de las mayores aberraciones del siglo XX.

## Distinciones
- Premio Literaducto de Poesía (1979)
- Premio de novela Elysée (1978)

## Obras literarias

### Ensayos Políticos
- Las desterradas hijas de Eva, Anantes editorial
  - De Las desterradas hijas de Eva se han realizado tres documentales y una obra pictórico-plástica.
    - RTVE "Recuperar tu historia".[15]
    - Universidad Autónoma de Barcelona "¿Dónde están las niñas?".[16]
    - TV3 "Los Internados del Miedo".[17]

- Ruega por nosotras, Algón Editores
- Preventorio de Guadarrama, la voz de la memoria, Anantes Editorial
- Camino de la Justicia, Éride Editores
- El desmadre de los servicios sociales, Anantes Editorial
- El poder de la injusticia, Anantes Editorial
- Las insurrectas del Patronato de Protección a la Mujer, Anantes Editorial

### Novelas
- Librada, Algón Editores, 2015
- Te la quitaré aunque esté muerto, Éride editores, 2014
- La villa de Mouriscot. Novela. Editorial Anantes, 2022
- Revelación de secretos. Novela. Editorial Anantes, 2023
- Las razones del recuerdo. Novela. Amazon, 2024

### Biografías
- Aaron Lordson, historia de una voluntad, Biografía del cantante africano Aaron Lordson
- Charo Vega, memorias de una existencia desigual
- Nunca recordaré haber muerto, Biografía del exfutbolista Julio Alberto Moreno, 2016
- Detrás del telón, Biografía de Chicho Gordillo y Rosa de Alba, Éride editores, 2018
- La niña del rincón, Testimonio autobiográfico, Anantes Editorial, 2018.
- Sandra Libre, memorias de una víctima de trata. Ed. Uruguay, 2023.

### Antologías
- Nueva Poesía Castellana (1979)
- Antología Peliart (1981)